# Johannes Poley
Johannes IV. Poley († 1. Juli 1462) war ein deutsch-österreichischer Zisterzienser und Abt des Stiftes Heiligenkreuz.

## Leben
Johannes war Konventuale des Klosters Ebrach und Professor der Theologie an der Universität Wien. Als Johannes III. Altzheim im Jahr 1451 die Abtswürde im Heiligenkreuz niederlegte und nach Bronnbach zurückkehrte, reiste der Ebracher Abt Heinrich Blumentrost mit seinem Mitbruder Poley nach Heiligenkreuz. Blumentrost stand im Auftrag des Abtes von Morimond der Abtwahl vor und schlug dem dezimierten Heiligenkreuzer Konvent Poley als Abtkandidat vor. 1451 nahm der Konvent den Kandidaten an.
In den unstabilen politischen Wirren jener Zeit stärkte er den Anspruch des Klosters auf lang etablierte Privilegien und erhielt vom Bischof von Raab, dessen Bistum die westungarischen Besitzungen des Stiftes umfasste, eine Bestätigung des Rechtes auf den Zehent in Podersdorf und Winden. Er schickte „bedeutende Geldsummen“ nach Morimond, um der Mutterabtei von Heiligenkreuz zu helfen. Er kaufte einen Besitz von 70 Joch im Saigtal gegen Zailbrun (in der Nähe von Bruck) und erhielt von Herzog Ludwig von Bayern und dem Passauer Bischof die Mautfreiheit für Salz. 1456 bestätigte der Bischof von Passau, dass die Pfarre Münchendorf dem Stift inkorporiert sei, was die Einnahme des Zehentes dieser Pfarre ermöglichte. Der dortige Pfarrer war Diözesanpriester und willigte ungerne ein. Im Auftrag des Generalkapitels übte Poley die Aufsicht über das theologische Studium im Collegium St. Nicolai aus. Dort studierte und wohnten damals gegen 70 Studenten.
1459 resignierte Poley und kehrte nach Ebrach zurück, wo er am 1. Juli 1462 verstarb.